# Looberghe
 Looberghe là một xã ở trong tỉnh Nord ở miền bắc nước Pháp. Xã này có diện tích 19,55 km², dân số năm 1999 là 1176 người. Xã nằm ở khu vực có độ cao trung bình 5 mét trên mực nước biển.